# لون ستار
لون ستار (بالإنجليزية: Lone Star, Texas)‏ هي مدينة تقع بولاية تكساس في شمال شرق الولايات المتحدة. تبلغ مساحة هذه المدينة 5.2 (كم²)، وترتفع عن سطح البحر 106 م، بلغ عدد سكانها 1631 نسمة في عام 2000 حسب إحصاء مكتب تعداد الولايات المتحدة وتصل الكثافة السكانية فيها 316.8 نسمة/كم2.

## التركيبة السكانية
حدّد مكتب تعداد الولايات المتحدة بيانات التركيبة السكانية للون ستار في تعداد الولايات المتحدة. في ما يلي، التركيبة السكانية حسب تعدادي 2000 و2010.

### تعداد عام 2000
بلغ عدد سكان لون ستار 1,631 نسمة بحسب تعداد عام 2000، وبلغ عدد الأسر 665 أسرة وعدد العائلات 468 عائلة مقيمة في المدينة. في حين سجلت الكثافة السكانية 314.9 نسمة لكل كيلومتر مربع (815.6/ميل2). وبلغ عدد الوحدات السكنية 776 وحدة بمتوسط كثافة قدره 149.8 لكل كيلومتر مربع (388.0/ميل2).
وتوزع التركيب العرقي للمدينة بنسبة 73.88% من البيض و19.87% من الأمريكيين الأفارقة و0.43% من الأمريكيين الأصليين و0.31% من الأمريكيين ذوي الأصول الآسيوية و3.62% من الأعراق الأخرى و1.90% من عرقين مختلطين أو أكثر و6.44% من الهسبانيون أو اللاتينيون من أي عرق.
بلغ عدد الأسر 665 أسرة كانت نسبة 34.9% منها لديها أطفال تحت سن الثامنة عشر تعيش معهم، وبلغت نسبة الأزواج القاطنين مع بعضهم البعض 46.8% من أصل المجموع الكلي للأسر، ونسبة 18.2% من الأسر كان لديها معيلات من الإناث دون وجود شريك،  بينما كانت نسبة 5.4% من الأسر لديها معيلون من الذكور دون وجود شريكة وكانت نسبة 29.6% من غير العائلات. تألفت نسبة 26.3% من أصل جميع الأسر من عدة أفراد يعيشون في نفس المنزل ونسبة 13.7% كانت تتألف من شخص يعيش بمفرده يبلغ من العمر 65 عاماً أو أكثر. وبلغ متوسط حجم الأسرة المعيشية 2.45، أما متوسط حجم العائلات فبلغ 2.92.
بلغ العمر الوسطي للسكان 36.5 عاماً. وكانت نسبة 27.2% من القاطنين تحت سن الثامنة عشر، وكانت نسبة 8.3% بين الثامنة عشر والرابعة والعشرين عاماً، ونسبة 24.4% كانت واقعةً في الفئة العمرية ما بين الخامسة والعشرين والرابعة والأربعين عاماً، ونسبة 24.3% كانت ما بين الخامسة والأربعين والرابعة والستين، ونسبة 15.7% كانت ضمن فئة الخامسة والستين عاماً فما فوق. يوجد لكل 100 أنثى 85.6 ذكر، ويوجد لكل 100 أنثى في الثامنة عشر من عمرها فما فوق 83.2 ذكر.
بلغ متوسط دخل الأسرة في المدينة 25,500 دولارًا، أما متوسط دخل العائلة فبلغ 27,969 دولارًا. وكان متوسط دخل الذكور 27,788 دولارًا مقابل 19,107 دولارًا للإناث. وسجل دخل الفرد الخاص بالمدينة 13,838 دولارًا. وكانت نسبة 20.3% من العائلات ونسبة 23.6% من السكان تحت خط الفقر، وكان من هؤلاء نسبة 35.3% تحت سن الثامنة عشر ونسبة 17.5% في الخامسة والستين من العمر وما فوق.

### تعداد عام 2010
بلغ عدد سكان لون ستار 1,581 نسمة بحسب تعداد عام 2010، وبلغ عدد الأسر 637 أسرة وعدد العائلات 413 عائلة مقيمة في المدينة. في حين سجلت الكثافة السكانية 305.2 نسمة لكل كيلومتر مربع (790.5/ميل2). وبلغ عدد الوحدات السكنية 754 وحدة بمتوسط كثافة قدره 145.6 لكل كيلومتر مربع (377.1/ميل2).
وتوزع التركيب العرقي للمدينة بنسبة 62.75% من البيض و25.36% من الأمريكيين الأفارقة و0.44% من الأمريكيين الأصليين و0.32% من الأمريكيين ذوي الأصول الآسيوية و0.32% من سكان جزر المحيط الهادئ و7.65% من الأعراق الأخرى و3.16% من عرقين مختلطين أو أكثر و11.26% من الهسبانيون أو اللاتينيون من أي عرق.
بلغ عدد الأسر 637 أسرة كانت نسبة 35% منها لديها أطفال تحت سن الثامنة عشر تعيش معهم، وبلغت نسبة الأزواج القاطنين مع بعضهم البعض 39.9% من أصل المجموع الكلي للأسر، ونسبة 19.5% من الأسر كان لديها معيلات من الإناث دون وجود شريك،  بينما كانت نسبة 5.5% من الأسر لديها معيلون من الذكور دون وجود شريكة وكانت نسبة 35.2% من غير العائلات. تألفت نسبة 29.2% من أصل جميع الأسر من عدة أفراد يعيشون في نفس المنزل ونسبة 12.2% كانت تتألف من شخص يعيش بمفرده يبلغ من العمر 65 عاماً أو أكثر. وبلغ متوسط حجم الأسرة المعيشية 2.48، أما متوسط حجم العائلات فبلغ 3.09.
بلغ العمر الوسطي للسكان 35.5 عاماً. وكانت نسبة 27.9% من القاطنين تحت سن الثامنة عشر، وكانت نسبة 9.3% بين الثامنة عشر والرابعة والعشرين عاماً، ونسبة 22.4% كانت واقعةً في الفئة العمرية ما بين الخامسة والعشرين والرابعة والأربعين عاماً، ونسبة 25.2% كانت ما بين الخامسة والأربعين والرابعة والستين، ونسبة 15.2% كانت ضمن فئة الخامسة والستين عاماً فما فوق. وتوزع التركيب الجنسي للسكان بنسبة 47.2% ذكور و52.8% إناث.

## وصلات خارجية
- The US50 - Cities and Towns in Texas State